# Municipio de Canadian
El municipio de Canadian (en inglés: Canadian Township) es un municipio ubicado en el condado de Misisipi en el estado estadounidense de Arkansas. En el año 2010 tenía una población de 483 habitantes y una densidad poblacional de 3,04 personas por km².

## Geografía
El municipio de Canadian se encuentra ubicado en las coordenadas 35°55′12″N 89°44′26″O / 35.92000, -89.74056. Según la Oficina del Censo de los Estados Unidos, el municipio tiene una superficie total de 159.04 km², de la cual 140,57 km² corresponden a tierra firme y (11,61 %) 18,47 km² es agua.

## Demografía
Según el censo de 2010, había 483 personas residiendo en el municipio de Canadian. La densidad de población era de 3,04 hab./km². De los 483 habitantes, el municipio de Canadian estaba compuesto por el 91,93 % blancos, el 6,42 % eran afroamericanos, el 1,04 % eran asiáticos y el 0,62 % eran de una mezcla de razas. Del total de la población el 2,07 % eran hispanos o latinos de cualquier raza.